# Contraterrorisme
Contraterrorisme of antiterrorisme is het geheel van overheidsmaatregelen ter bestrijding van terrorisme.
De eerste antiterroristische organisatie was de Special Branch van de Metropolitan Police, gevormd in 1883. Deze organisatie was in het leven geroepen om Iers separatistisch terrorisme tegen te gaan.
Na de aanslagen op 11 september 2001 werd de bedreiging van terrorisme wereldwijd groter geacht dan voorheen, met het gevolg dat contraterrorisme in de 21ste eeuw is toegenomen.